# 1198
Năm 1198 là một năm trong lịch Julius.